# Bourg-Lastic
Bourg-Lastic é uma comuna francesa na região administrativa de Auvérnia-Ródano-Alpes, no departamento Puy-de-Dôme. Estende-se por uma área de 41,12 km². Em 2010 a comuna tinha 899 habitantes (densidade: 21,9 hab./km²).